# Prežihova bajta
Prežihova bajta je od leta 1979 spominski muzej slovenskega pisatelja Lovra Kuharja – Prežihovega Voranca (1893 – 1950). V okviru takratnega Koroškega muzeja Ravne je bil odprt leta 1979.
Je hiša, ki jo je na Preškem Vrhu kupil oče pisatelja Prežihovega Voranca leta 1911. To je značilna koroška stavba malega kmeta, bajtarja, katere notranjost spominja na značilno okolje Prežihove mladosti.
Tik nad bajto stoji bronast Prežihov spomenik, delo akademskega kiparja Stojana Batiča.
Hiša stoji na sončnem pobočju Preškega vrha, od koder je lep razgled na Kotlje in Hotuljsko kotlino na vzhodni in na Uršljo goro na južni strani. Na kamnitih temeljih stoji lesena brunarica značilne koroške arhitekture. Notranjost prostorov je značilna za tip hiš s črno kuhinjo, hišo in štiblcem. Skupaj s hlevom predstavlja bajta vzporedni tip kmečkega doma, tudi stanovanjski in gospodarski objekti so prilagojeni velikosti zemljišča.